# Bodorová
Bodorová (in ungherese Bodorfalva) è un comune della Slovacchia facente parte del distretto di Turčianske Teplice, nella regione di Žilina.